# Pagament
Pagament – pojęcie obejmujące sztaby, wywołane monety oraz złom srebra i złota, które zostały przeznaczone do produkcji menniczej. Stosowane w XVI i XVII wieku.